# Chunky
Chunky és una població dels Estats Units a l'estat de Mississipi. Segons el cens del 2000 tenia 344 habitants.

## Demografia
Segons el cens del 2000, Chunky tenia 344 habitants, 120 habitatges, i 95 famílies. La densitat de població era de 160 habitants per km².
Dels 120 habitatges en un 37,5% hi vivien nens de menys de 18 anys, en un 65,8% hi vivien parelles casades, en un 10% dones solteres, i en un 20,8% no eren unitats familiars. En el 18,3% dels habitatges hi vivien persones soles l'11,7% de les quals corresponia a persones de 65 anys o més que vivien soles. El nombre mitjà de persones vivint en cada habitatge era de 2,87 i el nombre mitjà de persones que vivien en cada família era de 3,28.
Per edats la població es repartia de la següent manera: un 27% tenia menys de 18 anys, un 9,9% entre 18 i 24, un 29,4% entre 25 i 44, un 18,6% de 45 a 60 i un 15,1% 65 anys o més.
L'edat mediana era de 35 anys. Per cada 100 dones de 18 o més anys hi havia 96,1 homes.
La renda mediana per habitatge era de 34.861 $ i la renda mediana per família de 45.313 $. Els homes tenien una renda mediana de 32.813 $ mentre que les dones 26.000 $. La renda per capita de la població era de 14.498 $. Entorn del 16,2% de les famílies i el 16,6% de la població estaven per davall del llindar de pobresa.

## Poblacions més properes
El següent diagrama mostra les poblacions més properes.